# Лозовое (Калининградская область)
Лозовое — населённый пункт в Гвардейском городском округе Калининградской области. Входит в состав Славинского сельского поселения.

## История
В результате раскопок в районе деревни обнаружено множество археологических памятников.
Впервые в документальных источниках Кремиттен упоминается в 1385 году, хотя орденское укрепление датируется 1261 годом. Один из первых тевтонских замков, построенный из дерева, располагался в 3 км северо-западнее деревни. Из этих мест в 1391 году вышла жена великого князя Витовта.
Подоллен известен с 1472 года.
После 1946 года объединённые деревни Кремиттен и Подоллен получили название Лозовое.

## Население
| 2002 | 2010 |
| ---- | ---- |
| 48   | ↗52  |